# Митакшара
Мита́кшара (санскр. मिताक्षरा, IAST: Mitākṣarā) — правовой комментарий (виврити) на «Яджнавалкья-смрити», хорошо известный своей теорией «наследства по рождению». Он был написан Виджнянешварой, учёным при дворе Западных Чалукьев, в конце XI или начале XII столетия. Вместе с трактатом «Даябхага» Митакшара была признана одним из основных руководств по индуистскому праву с того времени, как англичане установили контроль над законами в Индии. Полный текст «Митакшары» вместе с текстом «Яджнавалкья-смрити» занимает примерно 492 плотно напечатанные страницы.
Виджнянешвара жил примерно в конце XI столетия во время правления Викрамадитьи VI из династии Чалукья, одного из великих правителей Декана. Учёный Кане П. В. датирует написание «Митакшары» периодом между 1055 и 1126 годами н. э. Он помещает нижнюю границу своей датировки после 1050 года, так как в комментарии называются имена комментаторов Вишварупы, Медхатитхи и Дхарешвары. Дж. Д. М. Деррет датирует текст 1121—1125 годами, а Роберт Лингат просто помещает его в конец XI столетия.
На «Митакшару» было написано несколько комментариев — «Субодхини» Вишвешвары (1375) и «Пратикшара» Нандапандиты.

## Переводы
- Виджнанешвара «Митакшара» / Пер. Вигасина А. А. // Антология мировой правовой мысли. — В 5 т. — Т. 1: Античный мир и Восточные цивилизации. — М.: Мысль, 1999. — ISBN 5-244-00936-2, — ISBN 5-244-00935-4